# 윤보수
윤보수(尹保水, 1984년 9월 13일~)는 대한민국의 정치인이다. 민선 7·8기 부산광역시 사하구의원이다.

## 학력
- 구평국민학교 졸업
- 장평중학교 졸업
- 대동고등학교 졸업
- 연암공과대학교 졸업
- 동아대학교 사회복지학학사

## 경력
- 괴정1·2·3·4동 주민자치위원회 당연직 고문
- 사하구 드림스타트 운영위원회 위원
- 사하구 재정계획 심의위원회 위원
- 사하구 다행복 교육센터 운영위원회 위원
- 사하구 생활폐기물 수집운반 대행업체평가위원
- 사하구 축제위원회 위원
- 사하구 도로관리 심의위원회 위원
- 사하신문 운영위원
- 사하신문 괴정동 기자
- 사하구 재향군인회 이사
- 부산시민 교육연구소 자문위원
- 한국외식업중앙회 사하구지부 운영위원
- 재부 사하구 남해향우회 괴정동 사무국장
- 재부 사하구 남해향우회 당연직고문
- 재부 사하구 남해향우회 청년회 회원
- 괴정1동 새마을 지도자협의회 총무
- 괴정동 회화나무사랑장학회 운영위원
- 괴정동 샘터상가번영회 사무국장
- 괴정지구대 생활안전협의회 사무국장
- 괴정1동 방위협의회 위원
- 사하소방서 본대 의용소방대원
- 사하구 소상공인연합회 회원
- 승학신협 산악회 청년위원장
- 부산시 공정거래감시본부 위원
- 서병수 부산시장 후보 정책특보
- 자유한국당 부산시당 사하구 갑 미래세대청년위원회 부위원장
- 자유한국당 부산시당 사하구 갑 중앙위원회 위원
- 자유한국당 부산시당 사하구 갑 동운영위원회 사무국장
- 미래통합당 부산시당 사하구 갑 당원협의회 부위원장
- 미래통합당 부산시당 사하구 갑 소상공인연합회 회장
- 2020.04~2022.06 제8대 부산광역시 사하구의회 의원
  - 2020.04~2022.06 제8대 부산광역시 사하구의회 전반기 총무위원회 위원
  - 2020.07~2022.06 제8대 부산광역시 사하구의회 후반기 도시위원회 위원
  - 2020.07~2022.06 제8대 부산광역시 사하구의회 후반기 예산결산특별위원회 위원
- 국민의힘 부산시당 사하구 소상공인 위원장
- 박형준 부산시장 후보 사하구 소상공인 위원장
- 국민의힘 부산시당 사하구 갑 소상공인연합회 회장
- 2022.07~제8대 부산광역시 사하구의회 의원
  - 2022.07~제9대 부산광역시 사하구의회 전반기 의회운영위원장

## 역대 선거 결과
|  | 47.41% |

|  | 35.35% |